# Cá mập sáu mang mắt lớn

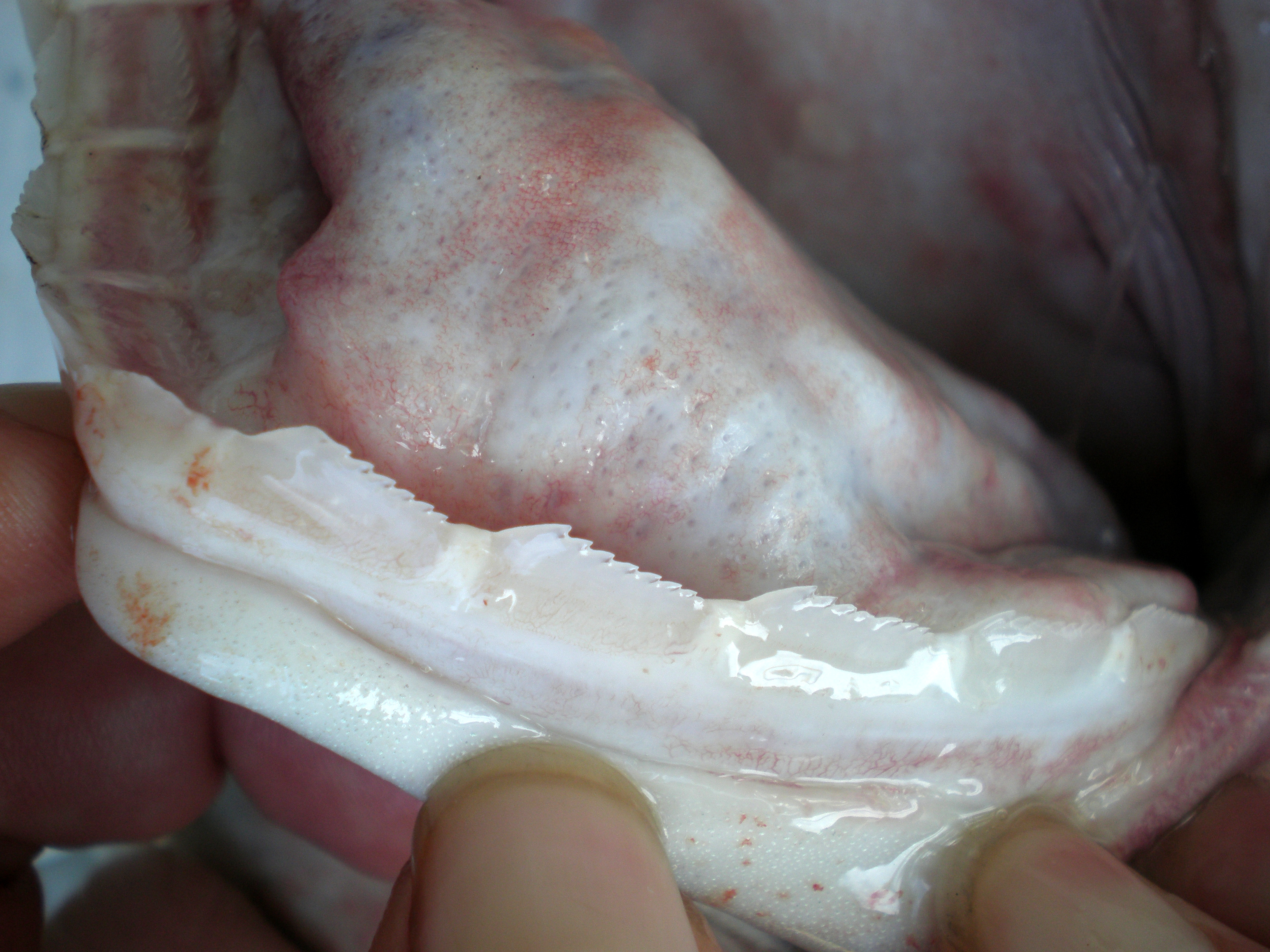
Răng hàm dưới

Cá mập sáu mang mắt lớn, tên khoa học Hexanchus nakamurai, là một loài cá mập của họ Hexanchidae. Bề mặc lưng của nó có màu nâu xám. Đôi mắt là màu xanh huỳnh quang khi chúng vẫn còn sống. Cơ thể của con cá mập này nhỏ, mỏng, và có dạng hình thoi. Như tên của nó cho thấy, loài cá mập này có sáu khe mang, bất thường với hầu hết các loài cá mập. Đầu hẹp và hơi dẹt, và miệng có chứa 5 hàng lớn, hình răng lược.

## Số đo
Chiều dài khi sinh: 34–45 cm; Chiều dài của con trưởng thành: trung bình cho cả hai giới là 1,2 m, tối đa lên đến 1,8 m; Trọng lượng: Khoảng 20 kg.

## Bảo tồn
Giống như nhiều loài động vật nước sâu, cá mập sáu mang mắt lớn được liệt kê như DD (Thiếu dữ liệu) theo Sách đỏ IUCN. Theo International Shark Attack File, cá mập sáu mang mắt lớn vô hại, môi trường tự nhiên của nó xa người, và đã không có cuộc tấn công trên người được ghi lại.

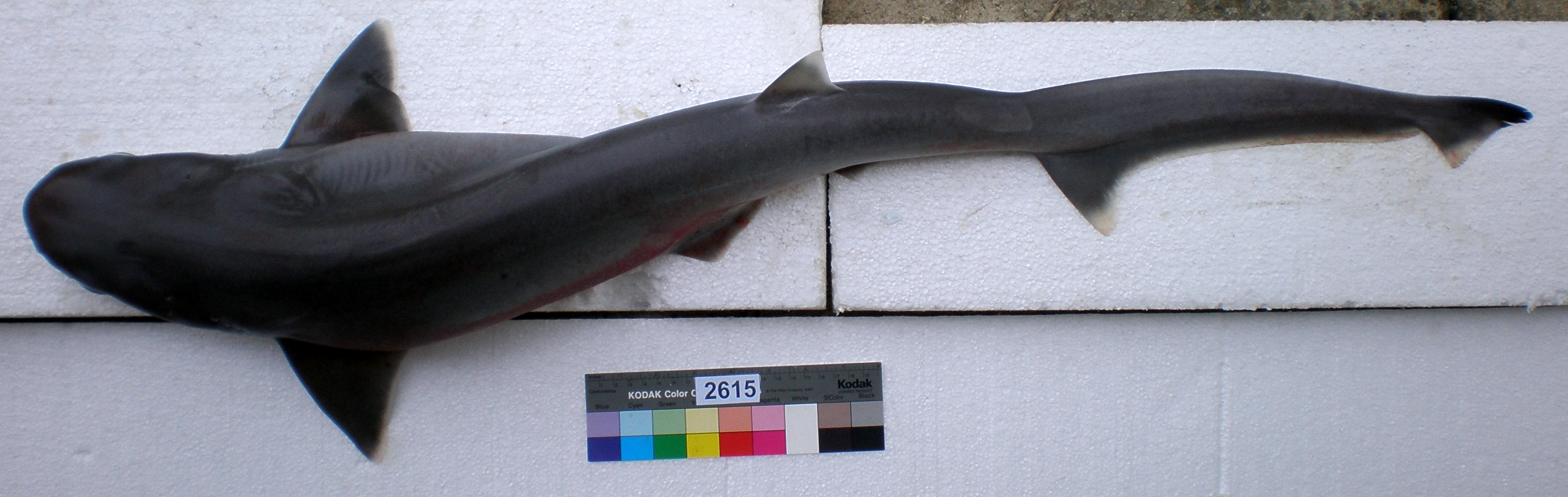
Hexanchus nakamurai, cơ thể
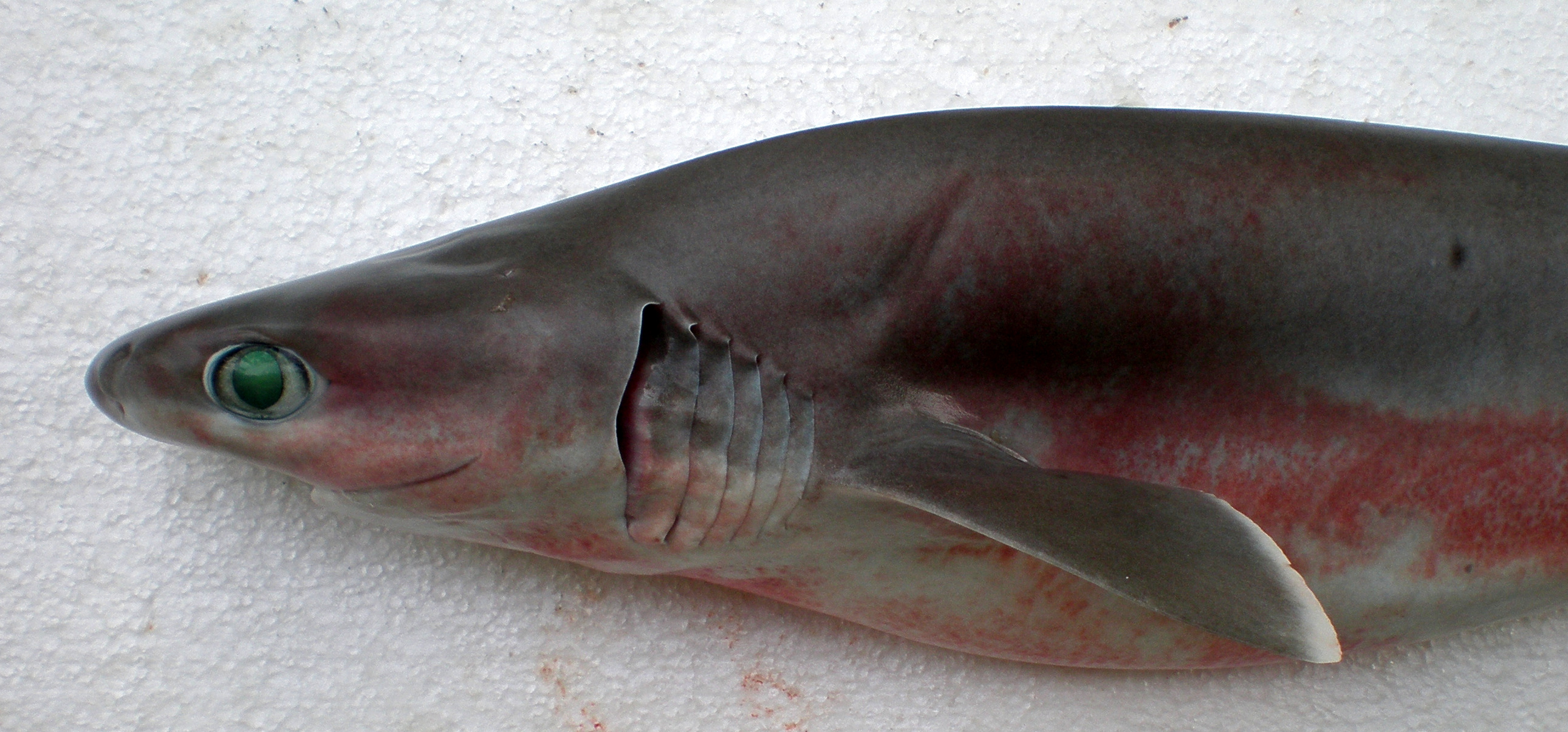
Hexanchus nakamurai, đầu
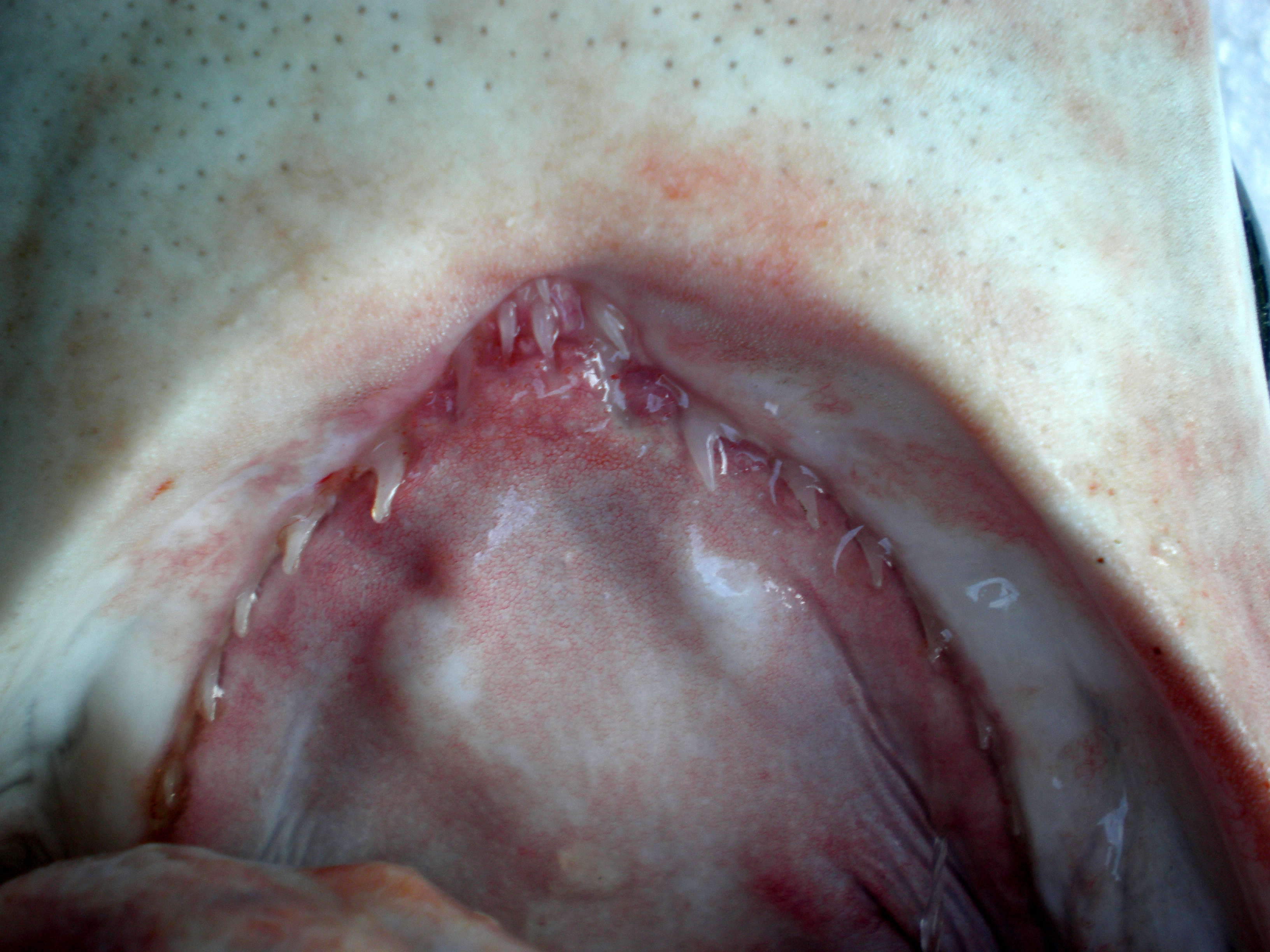
Hexanchus nakamurai, Răng hàm trên
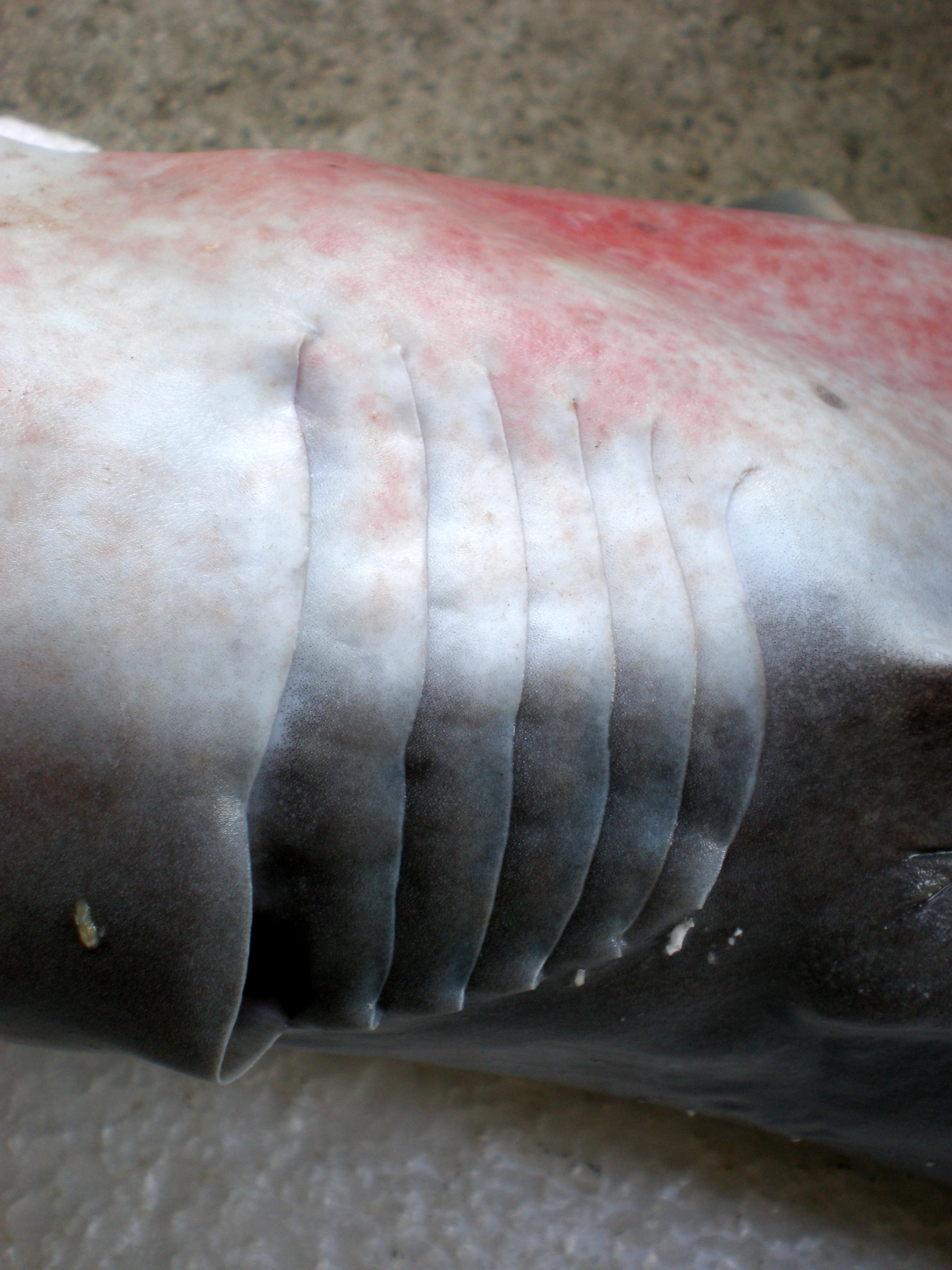
Hexanchus nakamurai, 6 mang hở
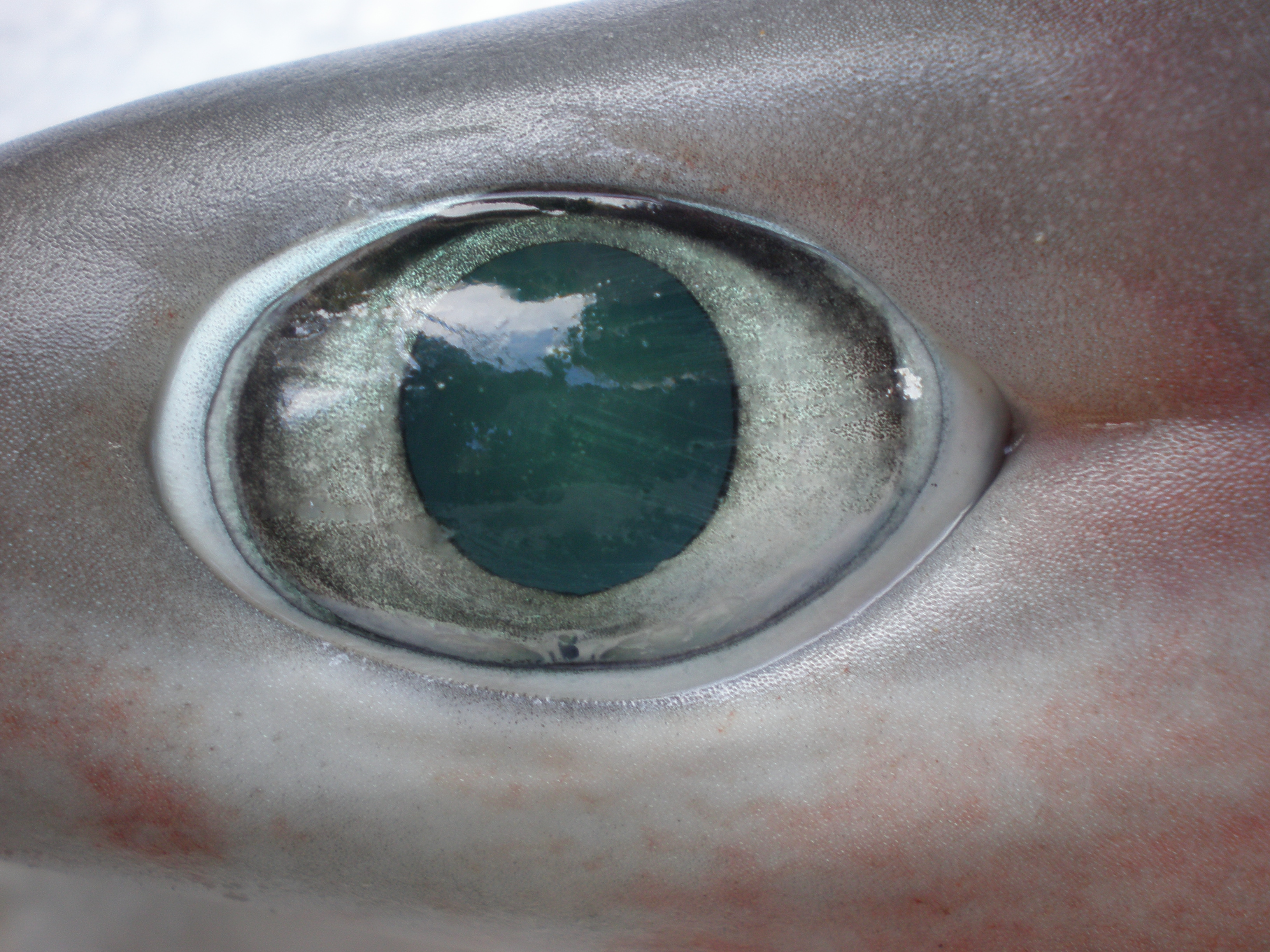
Hexanchus nakamurai, mắt